# Departament d'Antioquia
Antioquia és un departament situat al nord-est de la República de Colòmbia. Antigament, l'Estat sobirà d'Antioquia va ser un dels Estats que inicialment van constituir els antics Estats Units de Colòmbia.
És un dels 32 departaments de Colòmbia, situat a la part central nord-oest de Colòmbia amb una secció estreta que limita amb el mar Carib. La major part del seu territori és muntanyós amb algunes valls, bona part de les quals forma part de la serralada dels Andes. Antioquia ha format part de moltes divisions territorials d'antics països creades dins l'actual territori de Colòmbia. Abans de l'adopció de la Constitució colombiana de 1886, l'estat d'Antioquia tenia el seu propi govern sobirà.
Ocupa una superfície de 63.608 quilòmetres quadrats i la seva població s'acosta als 5 milions d'habitants. Es troba vorejada pel mar Carib i el golf d'Uraba: Antioquia limita al nord amb el Departament de Córdoba i el mar Carib; Chocó a ponent; els departaments de Bolívar, Santander i Boyacá a l'est; i els departaments de Caldas i Risaralda al sud.
Medellín és la capital d'Antioquia i la segona ciutat més gran del país. Altres poblacions importants són Santa Fe de Antioquia, l'antiga capital situada al riu Cauca, i Puerto Berrío al Magdalena.
Als habitants d'Antioquia (antioquians) se'ls anomena popularment paisas.

## Geografia
Antioquia és el sisè departament més gran de Colòmbia. És predominantment muntanyós, travessat per la Serralada Central i la Serralada Occidental dels Andes. La Cordillera Central es divideix per formar la vall d'Aburrá, en la qual es troba la capital, Medellín. La Serralada Central forma els altiplans de Santa Rosa de Osos i Rionegro.
Mentre que el 80% del territori del departament és muntanyós, Antioquia també té terres baixes al Baix Cauca, Magdalena Medio i a l'est de Sonsón, així com una línia de costa al mar Carib, a Urabá. Aquesta zona té un clima tropical i té una gran importància estratègica per la seva ubicació.

## Història

### Pobles nadius d'Antioquia
Abans de la colonització espanyola, diferents tribus indígenes habitaven aquesta part de la Colòmbia moderna. El seu origen és incert, ja que els especialistes creuen que alguns provenien de les illes del Carib, i d'altres que es van originar entre els pobles de l'interior del riu Amazones.
Antioquia estava poblada principalment pel poble Kali'na. Es deia que alguns grups dispersos de muisques estaven presents a la regió de Darién (a l'actual Panamà), una regió costanera a l'extrem nord d'Antioquia. Però, cap registre històric fa referència de muisques a Antioquia.
Els kali'nas que ocupaven el territori a Antioquia eren coneguts per classificacions de grups més petits, anomenats famílies. Algunes de les famílies natives més destacades de la regió inclouen els Catía, Nutabe i Tahamí, que habitaven a la regió central d'Antioquia.
Els quimbaya van ocupar el sud d'Antioquia.
Les històriques tribus quimbaya, kali'na i muisques van ser els grups més destacats que van trobar els conqueridors a la seva arribada a Antioquia. Els quimbaya va tenir molt a veure amb el desenvolupament del departament.
Els espanyols van tenir una història convulsa de trobades amb els kali'na. Encara que la tribu era nombrosa i coneguda per la seva cultura guerrera, els diferents pobles d'aquesta família van ser dominats o exterminats pels espanyols en el procés de conquesta i colonització. Com tots els nadius americans, van patir una mortalitat extremadament alta a causa de les malalties infeccioses eurasiàtiques recentment introduïdes, per a les quals no tenien immunitat.
En alguns casos, els nadius supervivents es van dispersar per evadir els espanyols, i alguns es van suïcidar per escapar de ser esclaus o sotmesos a treballs forçats. Molts supervivents van fugir al modern departament del Chocó. A Antioquia, els indígenes van desaparèixer gairebé completament. Actualment, la població autòctona del departament d'Antioquia amb prou feines arriba al 0,5% de la població total, tot i que la gran majoria dels locals tenen un important component genètic autòcton (26% de mitjana).

### Influència basca a Antioquia
Un debat, centrat al voltant de l'aparentment significatiu origen jueu dels antioquians, va tenir lloc des de mitjans del segle xix fins al segle xx. Altres, més tard apuntaren als orígens bascos com una manera d'entendre la idiosincràsia de la població. Entre aquests, destacaven dos historiadors nord-americans: Everett Hagen i Leonard Kasdan. Hagen va mirar la guia telefònica de Medellín l'any 1957 i va trobar que el 15% dels cognoms eren d'origen basc, trobant aleshores que entre els empresaris en el percentatge de cognoms arribaven al 25%, fet que el va portar a concloure que els colons bascos eren molt importants per explicar l'augment del desenvolupament industrial d'Antioquia en el context colombià. Aquestes idees van tenir el suport de representants de les teories del desenvolupament, que pretenien justificar el creixement empresarial basant-se en "el caràcter dels grups socials".

#### L'euskera a Antioquia
L'ús de la terminologia basca (euskera) en l'actual territori de Colòmbia es remunta a les primeres exploracions l'any 1499, durant el tercer viatge de Colom, es diu que a partir d'aquell moment el territori va experimentar una forta presència de bascos, entre els quals destacades figures com el pilot i geògraf Juan de la Cosa, anomenat "el vizcaino". (Algunes fonts afirmen que no era natural del País Basc, sinó que va néixer a Santoña, Cantàbria).
Més colons bascos van arribar a aquesta zona i van començar a establir-se a la regió. El departament colombià d'Antioquia ha estat considerat una via important de la immigració basca, principalment durant l'època colonial. Centenars de bascos van emigrar com a colons patrocinats per les companyies de colonització espanyoles.
Les persones interessades a investigar la presència del poble basc al departament d'Antioquia i Colòmbia s'han vist preocupades per la qüestió que es refereix a l'ús i la retenció de la llengua basca als seus territoris actuals.
S'estima, per exemple, que per a la petita Antioquia, una regió on van arribar centenars d'espanyols, dels quals bona part eren bascos, alguns aspectes limitats de la cultura i les tradicions van ser portats pels colons bascos, encara que sense fer menció de la seva llengua particular, rastrejant així l'ús del basc a l'actual Antioquia i Colòmbia.

#### Parla basca d'Antioquia
El dialecte espanyol actual a Antioquia, ben observat, té evidents influències del basc. La influència basca és evident en paraules com coscorria (inútil, inepte) i 'tap' (toc), per citar només alguns casos. El basc també va influir en la pronunciació de la lletra 's' apico-alveolar (de transició entre 's' i 'sh'), per tant a Antioquia, i la lletra "ll" (doble L) pronunciada com a africada, per no passar per alt la inclusió de la lletra "a" abans de certes R inicials: arrecostarse en lloc de recostarse, arrecoger en lloc de recoger i arrecordarse -se en comptes de recordarse.

### Espanyols a Antioquia
El primer espanyol conegut que va visitar el territori avui conegut com a Antioquia va ser Rodrigo de Bastidas, que va explorar la zona al voltant del futur emplaçament de Darién l'any 1500. Deu anys més tard, Alonso de Ojeda va fundar San Sebastián de Urabá, 2 km de l'actual poble de Necoclí. Posteriorment va ser destruïda pels indígenes. La primera incursió militar espanyola a Antioquia, però, no es va fer fins al 1537. Una expedició comandada per Francisco César va viatjar per les terres del cap Dabeiba, arribant al riu Cauca. Es deia que havien agafat tresors importants de les tombes dels pobles indígenes. En resposta, els guerrers del cap Nutibara van assetjar els espanyols contínuament i els van obligar a tornar a Urabá.
El 1541, el conqueridor Jorge Robledo va partir del lloc de la futura ciutat espanyola (1542) d'Arma, una mica per sota d'Aguadas, al nord de Caldas, per dirigir una expedició al nord del riu Cauca.
Més al nord, Robledo fundaria la ciutat de Santa Fe de Antioquia, que el 1813 va ser declarada capital de l'estat sobirà i independent d'Antioquia, i en va romandre la seu fins al 1826, quan Medellín va ser designada capital.
Altres espanyols que es van assentar a Antioquia provenien d'Extremadura, Andalusia i les illes Canàries. Els extremenys van influir en la pronunciació de la lletra 's' com a apico-alveolar, com els bascos. Andalusos i canaris van influir en el seseo en el dialecte espanyol.

### Toponímia
El motiu del nom escollit per al departament no està històricament clar. Sembla que el nom de la ciutat hel·lenística d'Antioquia de l'Orontes, aleshores grec - síria (ara turca), (en grec: Ἀντιόχεια). Antiocheia, àrab: Antākiyyah, avui Antakya) es va utilitzar des que la regió coneguda com a Zona del Cafè a Colòmbia, en la qual molts pobles i ciutats porten el nom de ciutats de l'Orient Mitjà, té una influència judeo-àrab molt forta, tant demogràficament com culturalment. A més, la ciutat esmentada va tenir un paper important en el desenvolupament de les primeres comunitats cristianes, i important per als conqueridors espanyols catòlics romans. Altres afirmen que rep el nom d'algunes de les moltes altres ciutats antigues hel·lenístiques de l'Orient Mitjà anomenades Antiòquia, que també van ser fundades per alguns dels reis Antíoc durant l'Imperi selèucida (312–63 aC).

### Segles XVI al XXI
Pel seu aïllament geogràfic (ja que es troba entre muntanyes), Antioquia va patir problemes d'abastament. La seva topografia no permetia una gran agricultura, per la qual cosa la ciutat va passar a dependre del comerç, especialment d'or i ginebra per a la colonització de noves terres. Gran part d'aquest comerç es va deure a reformes aprovades després d'una visita de 1785 de Juan Antonio Mon y Velarde, inspector de la Corona espanyola. Antioquia va ser de colonitzadors i comerciants.
El departament va ser molt afectat pel conflicte colombià, amb 30.000 persones desaparegudes entre 1997 i 2005.
The Wall Street Journal i Citi van anunciar l'any 2013 que Medellín, la capital del Departament d'Antioquia, era la guanyadora del concurs Ciutat de l'Any, un programa global desenvolupat en col·laboració amb l'Urban Land Institute per reconèixer les ciutats més innovadores de centres urbans. Medellín es va classificar per sobre dels altres finalistes, Tel-Aviv i Nova York.

## Municipis
Antioquia es divideix en nou subregions per facilitar l'administració del Departament. Aquestes nou regions tenen un total de 125 municipis. Les nou subregions amb els seus municipis són:
| Bajo Cauca                                                | Magdalena Medio                                                         | Nordeste                                                                                              |
| --------------------------------------------------------- | ----------------------------------------------------------------------- | --- |
| Caucasia · Cáceres · El Bagre · Nechí · Tarazá · Zaragoza | Caracolí · Maceo · Puerto Berrío · Puerto Nare · Puerto Triunfo · Yondó | Amalfi · Anorí · Cisneros · Remedios · San Roque · Santo Domingo · Segovia · Vegachí · Yalí · Yolombó |

| Norte | Occidente | Oriente |
| --- | --- | --- |
| Angostura · Belmira · Briceño · Campamento · Carolina del Príncipe · Donmatías · Entrerríos · Gómez Plata · Guadalupe · Ituango · San Andrés de Cuerquia · San José de la Montaña · San Pedro de los Milagros · Santa Rosa de Osos · Toledo · Valdivia · Yarumal | Abriaquí · Anzá · Armenia · Buriticá · Cañasgordas · Dabeiba · Ebéjico · Frontino · Giraldo · Heliconia · Liborina · Olaya · Peque · Sabanalarga · San Jerónimo · Santa Fe de Antioquia · Sopetrán · Uramita | Abejorral · Alejandría · Argelia · Carmen de Viboral · Cocorná · Concepción · El Peñol · El Retiro · El Santuario · Granada · Guarne · Guatapé · La Ceja · La Unión · Marinilla · Nariño · Rionegro · San Carlos · San Francisco · San Luis · San Rafael · San Vicente · Sonsón |

| Suroeste | Urabá | Valle de Aburrá                                                                                           |
| --- | --- | --- |
| Amagá · Andes · Angelópolis · Betania · Betulia · Caicedo · Caramanta · Ciudad Bolívar · Concordia · Fredonia · Hispania · Jardín · Jericó · La Pintada · Montebello · Pueblorrico · Salgar · Santa Bárbara · Támesis · Tarso · Titiribí · Urrao · Valparaíso · Venecia | Apartadó · Arboletes · Carepa · Chigorodó · Murindó · Mutatá · Necoclí · San Juan de Urabá · San Pedro de Urabá · Turbo · Vigía del Fuerte | Barbosa · Bello · Caldas · Copacabana · Envigado · Girardota · Itagüí · La Estrella · Medellín · Sabaneta |